# Seznam postav seriálu Star Trek: Lower Decks
Toto je seznam hlavních a některých vedlejších postav, které se objevují v seriálu Star Trek: Lower Decks (2021).

## Hlavní postavy
Pozn.: Barevně v souladu s uniformami je označeno zařazení postav: červená – velení a řízení, modrá – vědecká a lékařská sekce, žlutá – technická sekce a bezpečnost, šedá – civilisté. 
| | Jméno             | Pozice | Druh          | Herec            | Poprvé |
| --- | ----------------- | ------ | ------------- | ---------------- | ------ |
| Beckett Mariner | velitelská divize | člověk | Tawny Newsome | „Second Contact“ |        |
| Beckett Mariner je praporčíkem Hvězdné flotily na lodi Federace Cerritos pod velením své matky kapitánky Carol Freeman. Je drzá, dělá si co chce a moc se neohlíží na následky svých činů, ale přesto pro své přátele a rodinu dokáže udělat cokoliv. Její nejlepší kamarád je Boimler. |                   |        |               |                  |        |

| | Jméno             | Pozice | Druh       | Herec            | Poprvé |
| --- | ----------------- | ------ | ---------- | ---------------- | ------ |
| Brad Boimler | velitelská divize | člověk | Jack Quaid | „Second Contact“ |        |
| Brad Boimler je praporčíkem Hvězdné flotily na lodi Federace Cerritos pod velením kapitánky Freeman. Drží se předpisů jak jen to jde, snaží se zapůsobit na nadřízené svou prací, ale často se mu to vůbec nedaří. Jeho nejlepší kamarádka Mariner ho kvůli svým eskapádám často přivádí do průšvihu. |                   |        |            |                  |        |

| | Jméno                       | Pozice | Rasa       | Herec            | Poprvé |
| --- | --------------------------- | ------ | ---------- | ---------------- | ------ |
| D'Vana Tendi | vědecký důstojník v zácviku | člověk | Noël Wells | „Second Contact“ |        |
| D'Vana Tendi je praporčíkem Hvězdné flotily na lodi Federace Cerritos pod velením kapitánky Freeman. Bývala členkou pirátského Orionského syndikátu. Během studia na akademii Hvězdné flotily se setkala se stereotypy o Orioncích, což ji rozrušovalo, ale přesto byla neuvěřitelně dychtivá předvést se jako cenná členka posádky a byla velmi soustředěná na studium. Její nejlepší kamarád je Rutherford a spolu s ním, Mariner a Boimlerem tvoří partu přátel z nižších palub. |                             |        |            |                  |        |

| | Jméno   | Pozice  | Rasa           | Herec            | Poprvé |
| --- | ------- | ------- | -------------- | ---------------- | ------ |
| Sam Rutherford | inženýr | Orionec | Eugene Cordero | „Second Contact“ |        |
| Sam Rutherford je praporčíkem Hvězdné flotily na lodi Federace Cerritos pod velením kapitánky Freeman. Je vždycky nadšený do práce a protože má kybernetická vylepšení mu to jde ještě lépe. A spolu s Mariner, Boimlerem a Tendi tvoří partu přátel z nižších palub, ovšem jeho nejlepší kamarádka je Tendi. |         |         |                |                  |        |

| | Jméno            | Pozice | Rasa        | Herec            | Poprvé |
| --- | ---------------- | ------ | ----------- | ---------------- | ------ |
| Carol Freeman | velící důstojník | člověk | Dawnn Lewis | „Second Contact“ |        |
| Carol Freeman je kapitánem Hvězdné flotily a velící důstojník lodi Federace USS Cerritos. Na lodi slouží její dcera Mariner, jejíž průšvihy musí řešit. S Williamam T. Rikerem, bývalým prvním důstojníkem na Enterprise-D a E, jsou blízkými přáteli. |                  |        |             |                  |        |

| | Jméno           | Pozice | Rasa            | Herec            | Poprvé |
| --- | --------------- | ------ | --------------- | ---------------- | ------ |
| Jack Ransom | první důstojník | člověk | Jerry O'Connell | „Second Contact“ |        |
| Jack Ransom je Komandérem Hvězdné flotily a prvním důstojníkem na lodi Federace Cerritos pod velením kapitána Freeman. Má rád cvičení a posilování o čemž se nezapomíná opakovaně zmiňovat. |                 |        |                 |                  |        |

| | Jméno                  | Pozice  | Rasa            | Herec            | Poprvé |
| --- | ---------------------- | ------- | --------------- | ---------------- | ------ |
| Shaxs | bezpečnostní důstojník | Bajoran | Fred Tatasciore | „Second Contact“ |        |
| Shaxs je poručíkem Hvězdné flotily a hlavní bezpečnostní důstojník lodi Federace Cerritos pod velením kapitánky Freeman. Býval členem odboje během okupace Bajoru Cardassiany. Tato zkušenost byla natolik traumatizující, že i po letech ho jakákoliv zmínka o Bajoru uvrhne do násilného vzteku, ale také se díky tomu spřátelil s Kirou Nerys. |                        |         |                 |                  |        |

| | Jméno        | Pozice  | Rasa           | Herec            | Poprvé |
| --- | ------------ | ------- | -------------- | ---------------- | ------ |
| T'Ana | hlavní lékař | Caitian | Gillian Vigman | „Second Contact“ |        |
| T'Ana je komandérem Hvězdné flotily a hlavní lékařka sloužící na lodi Federace Cerritos pod velením kapitánky Freeman. Je z druhu Caitianů díky čemuž vypadá téměř stejně jako pozemská kočka. Ve svém volném čase ráda leze po skalách díky čemuž se cítí být naživu a to bez bot aby mohla využít své drápy. |              |         |                |                  |        |